# Shigeki Kurata
Shigeki Kurata (født 22. juni 1972) er en tidligere japansk fodboldspiller.
Han har spillet for flere forskellige klubber i sin karriere, herunder Cerezo Osaka og Avispa Fukuoka.